# 헤더 도나휴

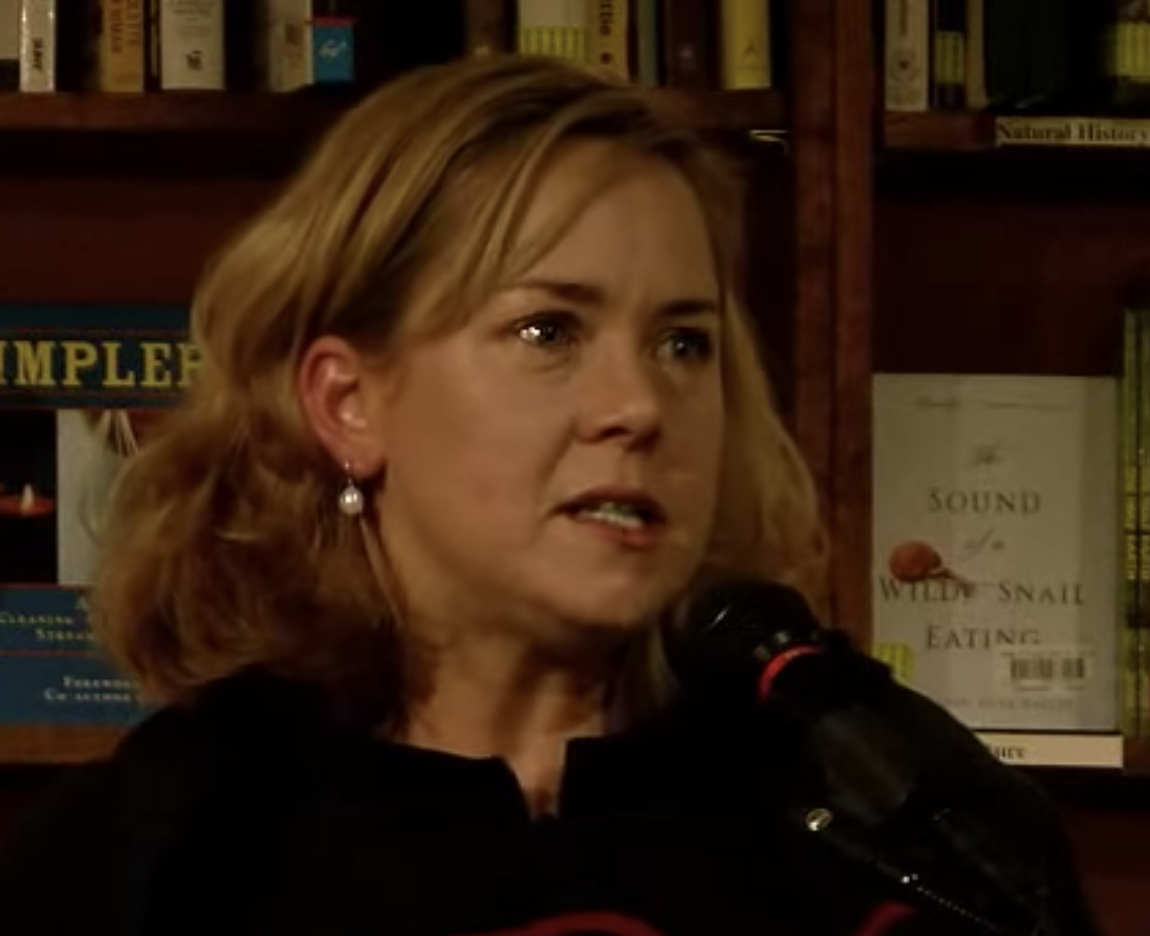

헤더 도너휴(Heather Donahue, 1974년 12월 22일 ~ )는 미국의 배우이다.

## 출연 작품
- 더 모그 (2008년)
- 맨티코어 (2005년)
- 테이큰 (2002년) - 메리 크로포드 역
- 보이즈 앤 걸즈 (2000년)
- 블레어 윗치 2 - 어둠의 경전 (2000년)
- 블레어 윗치의 저주 (1999년)
- 블레어 윗치 (1999년) - 헤더 역